# Luyten 726-8
Luyten 726-8 és un sistema estel·lar binari, un dels més propers a la Terra. El més proper de tots en la constel·lació de la Balena. Un dels seus components és la ben coneguda estrella fulgurant UV Ceti (Luyten 726-8 b).